# Evrim Solmaz
Evrim Solmaz (* 27. August 1972 in Ankara) ist eine türkische Schauspielerin.

## Leben und Karriere
Evrim Solmaz wurde am 27. August 1972 in Ankara geboren. Sie studierte an der Universität Ankara. Danach zog sie 1994 nach Istanbul. Ihr Debüt gab sie 1995 in der Fernsehserie Gülşen Abi. Danach setzte sie ihr Studium an der Kadir Has Üniversitesi fort. 2002 spielte Solmaz in der Serie Karaoğlan die Hauptrolle.
Evrim Solmaz heiratete 2013 Arda Şener. Im Jahr 2014 wurde ein Sohn geboren. Anschließend war sie 2015 in der Serie Diriliş Ertuğrul zu sehen. Unter anderem wurde sie für die Serie Zengin ve Yoksul gecastet.

## Filmografie (Auswahl)
Filme
- 1999: Seven Eleven
- 1999: Kaçıklık Diploması
- 2005: Beyza'nın Kadınları
- 2005: Maskeli Beşler
- 2005: Sen Ne Dilersen

Serien
- 1995: Gülşen Abi
- 1998: Beyaz Yalanlar
- 2002: Karaoğlan
- 2003: Zerda
- 2005: Kayıt Dışı
- 2006: Yaşanmış Şehir Hikayeleri
- 2007: Yaralı Yürek
- 2015: Diriliş Ertuğrul
- 2019: Zengin ve Yoksul

## Theater
- Macbeth
- Kumsal
- Gümüşsuyu Papatyalar
- Bir İstanbul Masalı Müzikali
- Otogargara
- Çamaşırhane
- Kanlı Düğün